# Burg Görmar
Der Standort der abgegangenen Burg Görmar befindet sich im Ortsteil Görmar der Kreisstadt Mühlhausen im Unstrut-Hainich-Kreis in Thüringen. 

## Geschichte
Die günstige natürliche und strategische Lage Görmars war und ist der Grund, weshalb die Verbindung zur Stadt Mühlhausen herbeigeführt wurde. Die Gemarkung des ehemaligen Bauerndorfes befindet sich im Thüringer Becken und überwiegend in der breiten fruchtbaren Unstrutniederung.
Das Dorf Görmar wurde bereits am 28. Januar 897 urkundlich erstmals erwähnt, was auf eine frühgeschichtliche Bedeutung des Ortes mit seiner Burg hinweist.
Görmar war damals bedeutender Zentralort der nach ihr benannten Germar-Mark. Das Dorf war Zentrale für das dort befindliche Königsgut, nicht Mühlhausen.
Über Jahrhunderte gehörte Görmar in den Einflussbereich der Freien Reichsstadt Mühlhausen, denn die Entstehung und Entfaltung der mittelalterlichen Städte wurden im frühen Mittelalter ökonomisch und politisch vorbereitet und im hohen und späten Mittelalter vollzogen.
Funde beweisen, dass das Gebiet um Görmar damals politisch und wirtschaftlich von Bedeutung war, bis die Stadt Mühlhausen sich mit dem Bau der Stadtmauer auch gegen die Macht des Adels mit seinen Burgen und der Reichsburg Mühlhausen stemmte. Die Burgen wurden gestürmt und auch geschleift.
Görmar wurde das Bauerndorf von heute. Die Landgemeinden des 12. Jahrhunderts verloren ihre Bedeutung. Die Stadtentwicklung war aber auch ein wesentlicher Grund zur Verdrängung der Leibeigenschaft auf dem Lande.